# Удобный (Адыгея)
Удо́́бный — посёлок в Майкопском муниципальном районе Республики Адыгея России.
Входит в состав Победенского сельского поселения.

## География
Посёлок Удобный соответствует своему названию, он занимает удобное географическое расположение, находясь между городом Майкопом (столица Адыгеи) и посёлком Тульским (административный центр Майкопского района). Находятся рядом два посёлка - Совхозный и Победа. Посёлок Совхозный отделяется автомобильной дорогой, которая является естественной линией разграничения с посёлком Удобный. Линией разграничения с посёлком Победа является железная дорога.
Также удобно в посёлке расположены : на одной окраине река Белая, а на противоположной окраине, на возвышенности находится лесной массив (90 % - дуб, остальное - осина, дикая яблоня, дикая груша, кизил, лещина, дикая черешня, шиповник).

## История
Посёлок получил своё название - Удобный в 1958 году, но был создан в 1934 году на территории совхоза № 8, (некоторые жители продолжают называть посёлок Восьмым совхозом). Совхоз специализировался на доращивании и откорме крупного рогатого скота и свиней, также выращивали сельскохозяйственные культуры (пшеница, ячмень, кукуруза, подсолнечник). Совхоз в 1993 году был реорганизован в ОАО "РАССВЕТ".
Первые жители посёлка проживали в основном в бараках (деревянные, оштукатуренные глиной строения, в бараке имелся общий длинный коридор, а по сторонам  находились комнаты с небольшой площадью, в каждой комнате была дровяная печь, для приготовления пищи, нагрева воды и обогрева в холодное время года, таким образом, одна комната на одну семью, была одновременно - кухней, спальней и ванной при необходимости, а вода (колодец) и туалет на улице). В 1950-60-е годы средствами и силами совхоза были построены более комфортные одноэтажные дома из камня и кирпича, разделённые на части (квартиры), для проживания двух или четырёх семей. Позднее были построены многоквартирные двух и трёхэтажные дома,но проблему тесного, без удобств проживания в бараках они не решили. Выделялись участки земли под строительство частных домов желающим своими силами построить жильё, такой вид застройки и решил в большей степени проблему "бараков", последние бараки были расселены и снесены в конце 1980-х годов, на их месте построены частные дома.

## Население
| 2002  | 2010  | 2013  | 2014  | 2015  | 2016  | 2017  |
| ----- | ----- | ----- | ----- | ----- | ----- | ----- |
| 1219  | ↗1326 | ↗1355 | ↗1379 | ↗1407 | ↗1429 | ↗1445 |
| 2018  | 2019  | 2020  | 2021  | 2023  | 2024  |       |
| ↘1443 | ↗1454 | ↗1521 | ↘1425 | ↗1442 | ↗1526 |       |

По данным Всероссийской переписи населения 2021 года:
| Народ               | Численность, чел. | Доля от всего населения, % |
| ------------------- | ----------------- | -------------------------- |
| русские             | 1 220             | 85,61 %                    |
| армяне              | 69                | 4,85 %                     |
| адыги (черкесы)     | 55                | 3,86 %                     |
| другие / не указано | 81                | 5,68 %                     |
| всего               | 1 425             | 100,0 %                    |

## Улицы
| - Восточная, - Гагарина, - Дружбы, - Жукова, - Звездная, - Кубанская, - Ленина, - Полевая, | - Прямая, - Родниковая, - Садовая, - Северная, - Советская, - Спортивная, - Цветочная, - Южная. |